# Fledermausquartiere Schloss und Kirche Großkmehlen
Fledermausquartiere Schloss und Kirche Großkmehlen este o arie protejată (arie specială de conservare — SAC, sit de importanță comunitară — SCI) din Germania întinsă pe o suprafață de 0,88 ha, integral pe uscat.

## Localizare
Centrul sitului Fledermausquartiere Schloss und Kirche Großkmehlen este situat la coordonatele 51°22′50″N 13°43′33″E / 51.3806°N 13.7258°E.

## Înființare
Situl Fledermausquartiere Schloss und Kirche Großkmehlen a fost declarat sit de importanță comunitară în martie 2004.

## Biodiversitate
Situată în ecoregiunea continentală, aria protejată nu include niciun habitat protejat.
La baza desemnării sitului se află o specie protejată de  mamifere: liliac comun (Myotis myotis).